# Slimák (obchodní dům)
Slimák je obchodní dům v Bratislavě-Novém Městě na Kukučínově ulici. Jeho architektem byl Ivan Matušík.
Slimák byl první stavbou Matušíka, která měla výrazný ohlas. V období ideologizace architektury 50. let vyprojektoval Matušík v roce 1957 stavbu, která může být řazena k programovým stavbám slovenské moderní architektury. Ideologická dogmata sice v tomto období již oslabovala, ale na adresu Slimáka přesto zazněla slova o napodobování západní architektury. Tehdejší ideologové označili Slimáka jako individualistickou a kosmopolitní architekturu. 
Koncem 90. let byl Slimák podroben mnoha úpravám. Úprava, kterou Slimák prodělal, ho úplně vzdálila od jeho původní kvality, a tak se z hodnotné stavby stal jen obyčejný běžný produkt socialistické architektury.

## Autor
Ivan Matušík (* 12. července 1930 Bratislava) je jedním z nejvýznamnějších slovenských architektů. Jeho tvorba vycházela z tradice funkcionalismu a již od počátku reflektovala vývoj evropské a světové architektury. Mezi poslední díla patří vítězný návrh z veřejné soutěže na bratislavské Podhradie Vydrica a nadčasový rodinný dům Elipsion v Senci. Získal několik ocenění, jako například cenu Dušana Jurkoviče za stavbu Obchodního domu Prior na Kamenném náměstí a v roce 1995 mu udělili cenu za celoživotní dílo – Cena Emila Belluše.

## Obchodní středisko Slimák
Patří do období tvorby Ivana Matušíka na přelomu padesátých a šedesátých let 20. století, když v očích zahraniční veřejnosti nejvíce utkvěl pavilon československé architektury na EXPO '58 v Bruselu a obchodní středisko se tehdy na sjezdu česko-slovenských architektů stalo terčem diskusí, kritiky známého českého teoretika Otakara Nového a obviněni z formalismu. Toto dílo je však v současné době hodnoceno jako jeden z nejpůsobivějších architektonických počinů na konci padesátých let. Po předání stavby v roce 1964 čeští architekti projevili zájem o exkurzi na nově vybudované bratislavské sídliště spolu s jeho nákupním střediskem. Za zmínku stojí perlička o tom, jak sám autor večer před ohlášenou exkurzí poctivě zametal kamennou dlažbu, vybíral odpadky z fontány a napustil do ní čistou vodu. Projekt získal kladné ohlasy jeho tehdejších českých kolegů: "Tohle je v Čechách a na Moravě veliká vzácnost, gratulujeme."

## Stavba
Projekt vznikl v letech 1957–1958 a téměř pětimilionová stavba byla realizována v letech 1960–1964.
Dvoupodlažní objekt kruhového půdorysu, umístěný v obytném útvaru na Hostinského ulici v Bratislavě, sdružoval 16 obchodních jednotek a provozů. Stavba byla řešena jako monolitický železobetonový skelet o modulové osnově 6 m, s vyloženými krakorci 2,4 m. Celkový zastavěný objem byl 9 500 m3  a užitná plocha 2 700 m2, z toho prodejní plocha 100 m2. Přístup pro zákazníky byl situován z vnitřní strany, která má dominantní zasklení přes celou výšku podlaží. Zásobování se uskutečňovalo z vnější strany, kde byly orientovány skladové prostory se zaoblenými sklobetonovými výplněmi skeletu. Atrium v centru stavby vystupovalo jako harmonický polouzavřený prostor, doplněný kruhovými motivy rampy, schodišť, fontány a již zmíněného vnějšího zásobovacího okruhu. Fontána inspirovaná přírodou a japonskou zahradou, ve které byly umístěny tři artefakty – vodní hladina, skála a smuteční vrba, byla až po parter dokola vyložena vějířovitou dlažbou z andezitových kostek. Jako jedna z mála staveb se mohla pochlubit vzorně zhotovenými konstrukcemi z pohledového betonu. Na fasádě byla použita i lícová cihla a zaoblené sklobetonové stěny. Ve vnitřních prostorách děrované cihly, které vytvářely zajímavé struktury a výborně doplňovaly ostatní propracované detaily v interiéru. Celá stavba působila vyzrálým dojmem a celistvostí.

## Přestavba
Během devadesátých let minulého století prošel celý objekt přestavbou, která změnila všechny prvky původní architektury. Přibyly mnohé nové přístavby jako venkovní schodiště, vnitřní pavilon, který zcela přetvořil otevřenost stavby, ale snad největším zásahem bylo dostavění dalšího patra a obezdění celého prostoru pod markýzou. Všechny tyto zásahy razantně změnily objekt, a tak jeho osobitost zbývá jen na původních fotografiích a v vzpomínkách.